# Scolitantides parvula
Scolitantides parvula är en fjärilsart som beskrevs av De Sagarra 1926. Scolitantides parvula ingår i släktet Scolitantides och familjen juvelvingar. Inga underarter finns listade.